# روزنامه‌نگاری در افغانستان
نشر نخستین روزنامهٔ افغانستان در سال ۱۸۷۵ میلادی یا ۱۲۵۴ هجری خورشیدی در دورهٔ سلطنت امیر شیر علی خان آغاز گردیده‌است؛ که درین کشور روزنامه‌نگاری از شمس‌النهار آغاز و تا امروز ادامه دارد. بر اساس نوشتهٔ رسول رهین، در افغانستان در چند دوره روزنامه‌نویسی محدودیت‌هایی داشته‌است. تقریباً در دورهٔ سلطنت تمامی پادشاهان روزنامه‌نگاری متعلق به دولت و توصیف دولت و شاه بوده‌است.

## شمس‌النهار
شمس النهار دارای ۱۶ صفحه و در ماه دو یا سه مرتبه منتشر می‌گردید و مقالات آن عمدتاً توسط یکی از رجال فرهنگی آن روزگار افغانستان به نام عبدالقادر پیشاوری نگاشته می‌شد. این فرد منشی امیر شیرعلی خان نیز بود. امیر شیر علی خان تا حدود امکان از این روزنامه حمایت می‌نمود. این اخبار تا مدتی در حکومت پسر امیر شیرعلی خان، محمد یعقوب خان نیز ادامه یافت؛ ولی بعداً دولت انگلیس از پخش این اخبار جلوگیری نمود. زیرا در آن زمان سیاست خارجی افغانستان تحت ادارهٔ انگلیس‌ها بود. این نشریه در زمان حکومت امیر عبدالرحمان خان دوباره چاپ گردید.

## سراج الاخبار
این نشریه در ۹ میزان ۱۲۸۰ تا ۳۰ دلو ۱۲۹۷ هجری خورشیدی در زمان حبیب‌الله خان پسر عبدالرحمان خان دو بار به نشر رسید. در مرحلهٔ اول این روزنامه در سال ۱۲۸۴ خورشیدی صرف یکبار به نشر رسید؛ و مسئولیت نشر این روزنامه را عبدالرئوف قندهاری بر عهده داشت. مرحلهٔ دوم نشر سراج الاخبار پس از شش سال به‌تاریخ ۱۲ مهر ۱۲۹۰ خورشیدی می‌باشد که مسئولیت آن را محمود طرزی بر عهده داشت. درین زمان سراج الاخبار در هر ۱۵ روز یک بار منتشر می‌گردید که نقش مهمی در شکل‌گیری اجتماع سیاسی مردمان آن دوره را داشت. درین دوره جهان به سمت دموکراسی پیش می‌رفت. و در گوش‌های ملت آوازه مشروطه خواهی پخش گردیده بود. این روزنامه در تغییرات فکری مردم خیلی اثر داشت. از اینکه این نشریه مردم را علیه انگلیس‌ها را ترغیب و تشویق می‌نمود در نتیجه امیر برای ۱۲ سال معارف را بروی مردم بست. بستن نشر بار دوم این روزنامه طوریست که گروه به عزم کشتن امیر با تفنگچه بر وی حمله نمودند امیر حبیب اله جان به سلامت برده مسئولیت این حمله را بدوش اهل مدارس و نویسندگان انداخت. در بار دوم امیر حبیب اله خان پس از ۸ سال فعالیت این روزنامه را ممنوع قرار داد.

## دورهٔ امانیه
پس از کوشش بسیار روشنفکران مبارز توانستند سلطنت امیر حبیب‌الله را از پای درآورند. شاه امان‌الله که عضو گروه مشروطه‌خواهان بود، حاکمیت دولت افغانستان را بدوش گرفت. پس از این جریدهٔ سراج اخبار به طرز جدید به انتشارات خود آغاز نمود. بعد از سراج‌الاخبار نشریات جدیدی نیز به وجود آمد که از جملهٔ آن‌ها می‌توان به ارشاد النسوان، نخستین مجلهٔ زنان افغانستان در دوران معاصر اشاره کرد. نشریهٔ ارشاد النسوان در دفاع و بلند بردن سطح فکری زنان به نشر می‌رسید. این روزنامه تحت نظر ملکه ثریا همسر امان‌الله خان منتشر می‌شد. مسئولیت این روزنامه را اسما رسمیه، همسر محمود طرزی و سردبیری آن را روح‌افزا، دختر محمد زمان خان خازن الملک بر عهده داشتند. بتاریخ ۵/۵/۱۹۲۷ یکمین شمارهٔ جریدهٔ انیس در شهر کابل به نشر خود آغاز نمود که تا امروز پس از چند بار سانسور به نشر خود ادامه داده‌است. از دیگر نشریات دوران امان‌الله خان می‌توان به سراج‌الاطفال، نخستین نشریهٔ کودکان افغانستان که به‌طور ضمیمه در کنار سراج‌الاخبار منتشر می‌شد. افزون بر این می‌توان به ده‌ها نشریه دیگر اشاره کرد.
غیر از نشریات فوق که در کابل منتشر می‌شدند نشریاتی دیگری بودند که در ولایت‌ها منتشر می‌شد. از جملهٔ آن‌ها می‌توان از اتفاق اسلام نام برد. این روزنامه با مدیریت صلاح‌الدین سلجوقی در هرات منتشر می‌شد. نشریات دیگری مانند اتحاد مشرقی با مسئولیت برهان‌الدین کشککی در ننگرهار به نشر می‌رسید. روزنامهٔ طلوع افغان در قندهار با مسئولیت عبدالعزیز خان و پوهاند عبدالحی حبیبی منتشر می‌گردید.

## دورهٔ پادشاهی ظاهرشاه
پس از سقوط حکومت شاه امان‌الله خان ۲۴ جدی ۱۳۰۷ هجری خورشیدی تا دههٔ ۱۳۴۰ یعنی ۳۳ سال مطبوعات ۱۰۰ درصد در کنترل و سانسور دولت قرار داشت. پس از آنکه ظاهر شاه خود مستقلانه زمام حکومت را به‌دست گرفت. پس از سال۱۳۴۳ ه‍.ش در کشور مطبوعات را آزاد اعلان نمود. در کشور احزاب سیاسی به انتشار جراید و روزنامه‌ها آغاز نمودند؛ که می‌توان از جریدهٔ پرچم از جناح پرچم، شعلهٔ جاوید از نشریات سازمان جوانان مترقی افغانستان، خلق از جناح خلق، کاروان، مردم، پیام وجدان، اتحاد ملی روزنامهٔ وحدت، پیام امروز، افغان ملت، مساوات، صدای عوام، صبا، کمک، کاروان، خیبر، گهیز، پروانه، هدف، جبههٔ ملی، پکتیکا، سپیده دم، افغان ولس، اتحاد ملی، روزگار، ندای حق، ملت، افکار نو، پیکار، انیس، هیواد، شوخک، کابل تایمز، روزنامهٔ بیدار در مزار شریف و پیام حق در هرات به نشر می‌رسید. اکثریت این جراید در زمانی‌که هاشم میوندوال رهبر حزب مساوات در افغانستان صدراعظم بود به نشر آغاز نمودند.

## دورهٔسردار محمد داود خان
درین دوره روزنامه‌ای بنام جمهوریت از طرف دولت به‌چاپ می‌رسید. بقیه در تحت سانسور دولت قرار داشت. در مزار شریف روزنامهٔ بیدار و در هرات پیام حق به نشر می‌رسید.

## در دورهٔ حزب دموکراتیک خلق افغانستان
درین دوره مطبوعات تحت سانسور قرار داشت. در دورهٔ کارمل از ۲۷ دسامبر ۱۹۷۹ تا ۲۴ نوامبر ۱۹۸۶ روزنامهٔ دولتی بنام حقیقت انقلاب ثور و حقیقت سرباز و روزنامه کار وجود داشت.
در اخیر حکومت محمد نجیب‌الله مطبوعات از کنترل و سانسور برآمد. در کشور پارلمان تشکیل گردید احزاب آزاد شد و یک تعداد احزاب آغاز به نشر روزنامه نمودند. روزنامه‌های وطن، کار، سرباز، انیس، پیام، پیام صلح و غیره در مدت کوتاه به نشر خود ادامه دادند.

## در زمان مجاهدین
در دورهٔ مجاهدین کار روزنامه‌نگاری به‌طی پیش می‌رفت، زیرا جنگ‌های تنظیمی اثرات ناگوار در هر عرصه وارد نموده بود. در همین عصر مطبعهٔ دولتی طعمهٔ آتش قرار گرفت. زمانی‌که تنظیم‌ها در پاکستان بودند هر کدام آن نشریه داشتند. نام آن روزنامه‌ها عبارت بودند از روزنامهٔ شهادت، مجاهد، جبههٔ ملی و غیره بود. پس از اینکه آن‌ها داخل کابل شد با مشکلات زیاد گاه‌گاهی روزنامه‌های ذیل به‌چاپ می‌رسید: هفته‌نامهٔ کابل، روزنامهٔ صبح امید، فریاد عصر، هنداره، شهر، ارشاد النسوان، امهات المومنین و بالاحصار ….

## در دوران حاکمیت طالبان
اکثریت طالبان به جز از کتاب‌های اسلامی و شرعی همهٔ کتاب‌ها و انتشارات را غیرمجاز می‌دانستند و بنام کتاب‌های شیطانی یا کافری می‌نامیدند؛ ولی با حاکمیت طالبان در افغانستان روزنامه‌نگاری و نشر جراید نیز کاملاً در اختیار حکومت قرار گرفت و جرایدی مانند شریعت، حزب مؤمن، الخلافة الاسلامیة در افغانستان صرفاً منعکس‌کنندهٔ اخبار جنگ، فرمان‌های رهبران طالبان اعلامیه‌های دولتی و دیگر دیدگاه‌های گروه طالبان بودند. در این دوره هیچ جریدهٔ آزادی وجود نداشت.

## دورهٔ مردم‌سالاری
پس از سال ۲۰۰۲ میلادی دورهٔ جدیدی در روزنامه‌نگاری افغانستان آغاز می‌شود که روزنامه‌های بی‌شماری در کشور روزانه به نشر می‌رسد. در جنب روزنامه جراید مجلات و نشر کتب رونق بیشتر نمود. نویسندگان و هنرمندان از خاک و باد فراموش شده جسته به دنیای امید داخل شدند؛ و زمینهٔ رشد برای نویسندگان، هنرمندان و فرهنگیان جوان دوباره مساعد شد. تاکنون افغانستان دارای این تعداد اطلاعات جمعی اند
روزنامه‌ها
- روزنامهٔ آرمان ملی
- روزنامهٔ اراده
- روزنامهٔ اصلاح
- روزنامهٔ اطلاعات روز
- روزنامهٔ افغانستان
- روزنامهٔ انیس
- روزنامهٔ پیمان
- روزنامهٔ چراغ
- روزنامهٔ راه نجات
- روزنامهٔ ماندگار
- روزنامهٔ هشت صبح

## آموزش روزنامه‌نگاری
در سال‌های اخیر جوانان افغانستانی علاقهٔ زیادی به آموزش روزنامه‌نگاری حرفه‌ای نشان داده‌اند. با وجود این، یک پژوهش بر روی مؤسسه‌های آموزش روزنامه‌نگاری و دپارتمان‌های روزنامه‌نگاری در افغانستان نشان می‌دهد که آموزش در این عرصه به شدت قوم‌گرا، ناکارآمد، و کم‌کیفیت است.